# Antiacid
Un antiacid este un medicament utilizat pentru neutralizarea acidității gastrice, fiind astfel indicat în tratamentul simptomatic al pirozisului și al dispepsiei. Principalele săruri utilizate ca antiacide sunt: hidroxid de aluminiu, carbonat de calciu, hidroxid de magneziu, carbonat de magneziu și bicarbonat de sodiu.
În cazul unei hiperacidități gastrice, va avea de suferit mucoasa gastrică, cu precădere la persoanele cu boală de reflux gastro-esofagian. Antiacidele, care conțin săruri cu caracter alcalin, vor neutraliza acidul gastric în exces, îmbunătățind simptomele asociate.

## Utilizări
Antiacidele sunt disponibile ca medicamente over the counter (OTC), cu administrare orală, fiind utilizate în ameliorarea simptomelor din pirozis (boala de reflux gastro-esofagian) și din indigeste. Tratamentul doar cu antiacide este un tratament simptomatic și este indicat doar în cazul unei simptomatologii de gravitate scăzută.
Trebuie făcută distincția dintre antiacide și alte medicamente care reduc aciditatea, precum sunt antagoniștii H2 și inhibitorii pompelor de protoni, și de asemenea este de menționat că nu ajută în tratamentul infecțiilor cu Helicobacter pylori, agentul etiologic al ulcerelor gastrice.